# Cyathochromis obliquidens
Cyathochromis là một chi đơn loài trong họ Cichlidae. Loài duy nhất, Cyathochromis obliquidens, được tìm thấy ở Malawi, Mozambique, và Tanzania. Nó là loài đặc hữu của hồ Malawi ở Đông Phi.